# Brie Larson
Brianne Sidonie Desaulniers (ejtsd: brian szidoni dö'szonyié), ismertebb nevén Brie Larson (ejtsd: brí lárszon) (Sacramento, Kalifornia, 1989. október 1. –) Oscar-díjas amerikai színésznő, énekesnő, filmrendező és aktivista.
A kaliforniai Sacramentóban született Larson otthon folytatta iskolai tanulmányait, majd színészetet kezdett tanulni az American Conservatory Theaterben, ahová minden idők legfiatalabb diákjaként vették fel. Színészi pályafutását televíziós szerepekkel kezdte, a 2001-es Raising Dad című szitkomban állandó szereplő volt, alakításáért Young Artist Awardra jelölték. Tizenévesen egy-egy rövid szerep erejéig feltűnt a Hirtelen 30 és az Ottalvós buli című 2004-es filmekben. Ezután rövid időre könnyűzenei pályára váltott, egy nagylemezt is kiadott 2005-ben, mielőtt ismét visszatért a filmezéshez. Szerepelt a 2006-os Bagolyvédők című ifjúsági filmben, ezután mellékszerepeket vállalt a Greenberg (2010), a Scott Pilgrim a világ ellen (2010), a 21 Jump Street – A kopasz osztag (2012), valamint a Don Jon (2013) című filmekben. 2009 és 2011 között egy lázadó tinédzsert alakított a Tara alteregói című televíziós sorozatban.
A filmes áttörést a 2013-as Átmeneti állomás hozta el számára, alakítását dicsértek a kritikusok. További szakmai sikert jelentett számára a 2015-ös A szoba című filmdráma. Filmbeli alakításáért, mint nehéz helyzetben lévő anya, legjobb színésznőként számos díjat elnyert – köztük egy Oscar-díjat, egy BAFTA-díjat, egy Golden Globe-díjat, valamint egy Critic's Choice Award-ot és egy Screen Actors Guild-díjat. 2017-ben a Kong: Koponya-sziget című moziban láthatta a közönség. A 2016-os San Diegó-i Comic-Conon a Marvel studió bejelentette, hogy Brie Larson fogja játszani Marvel kapitány szerepét, elsőként a 2019-ben érkező Marvel Kapitányban, valamint az azt követő Marvel-filmben, a Bosszúállók: Végjátékban.
Brie Larson filmrendezőként is kipróbálta magát, két kisfilm társrendezését követően 2017-ben elkészítette az Unicorn Store című munkáját. Emellett lelkes egyenjogúsági és erőszakellenes aktivista, aki gyakran ad hangot társadalmi és politikai véleményének.

## Gyermekkora és családja
Brianne Sidonie Desaulniers néven született 1989. október 1-jén a kaliforniai Sacramentóban, Heather és Sylvain Desaulniers lányaként. Egy lánytestvére van, Milaine. Szülei homeopata csontkovácsok voltak, akik saját vállalkozást vezettek. Apja francia-kanadai származású, Larson emiatt gyerekkorában elsősorban a francia nyelvet használta. Tanulmányait nagyrészt otthon folytatta; egy interjúban úgy fogalmazott, hogy ezáltal innovatív és absztrakt élményekhez jutott. Gyermekkorában szigorú nevelést kapott, édesanyjával ápolt szorosabb kapcsolatot, valamint szociális szorongástól szenvedett. A nyári szünetek során saját maga írt és rendezett otthoni kisfilmeket, amelyekben unokatestvéreit szerepeltette és a garázsukban vette fel őket. Hatéves korában kezdett el érdeklődést mutatni a színészet iránt, saját bevallása szerint "mindig is lakozott bennem hajlam a kreatív művészetre". Még abban az évben elment meghallgatásra a San Franciscó-i American Conservatory Theater színészeti szakiskolába, ahol a valaha volt legfiatalabb diákként vették fel.
Larson szülei elváltak, amikor hétéves volt, ami megviselte őt. Édesapjával nem volt szoros kapcsolata, a színésznő szerint apja sohasem mutatta annak a jeleit, hogy igazán szeretett volna szülő lenni. Válásukat követően édesanyja Los Angeles-be költözött két lányával. Szerény anyagi körülmények között éltek, a Hollywoodhoz közeli Burbankben, egy kis, egyszobás apartmanban. Ennek ellenére Larson pozitívan tekint vissza erre az időszakra, elmondása szerint anyjuk mindent megtett értük.
Mivel a vezetéknevét nehéz volt kiejteni, fiatalon felvette a Larson nevet svéd származású dédnagyanyja, valamint egy Kirsten Larson nevű játékbaba után, amelyet gyerekkorában kapott. Első szerepét egy „Malibu Mudslide Barbie” című reklámparódiában kapta, amely a The Tonight Show with Jay Leno című esti talkshowban tűnt fel. Ezt követően több vendégszerepet kapott olyan televíziós sorozatokban, mint az Angyali érintés vagy a Popular. 2000-ben beválogatták a Fox Schimmel című szituációs komédiájának szereplői közé, ám a sorozat végül nem indult el, mert a főszereplő Robert Schimmelnél rákot diagnosztizáltak.

## Pályafutása

### Vígjátékok és zenei karrier (2001–2008)

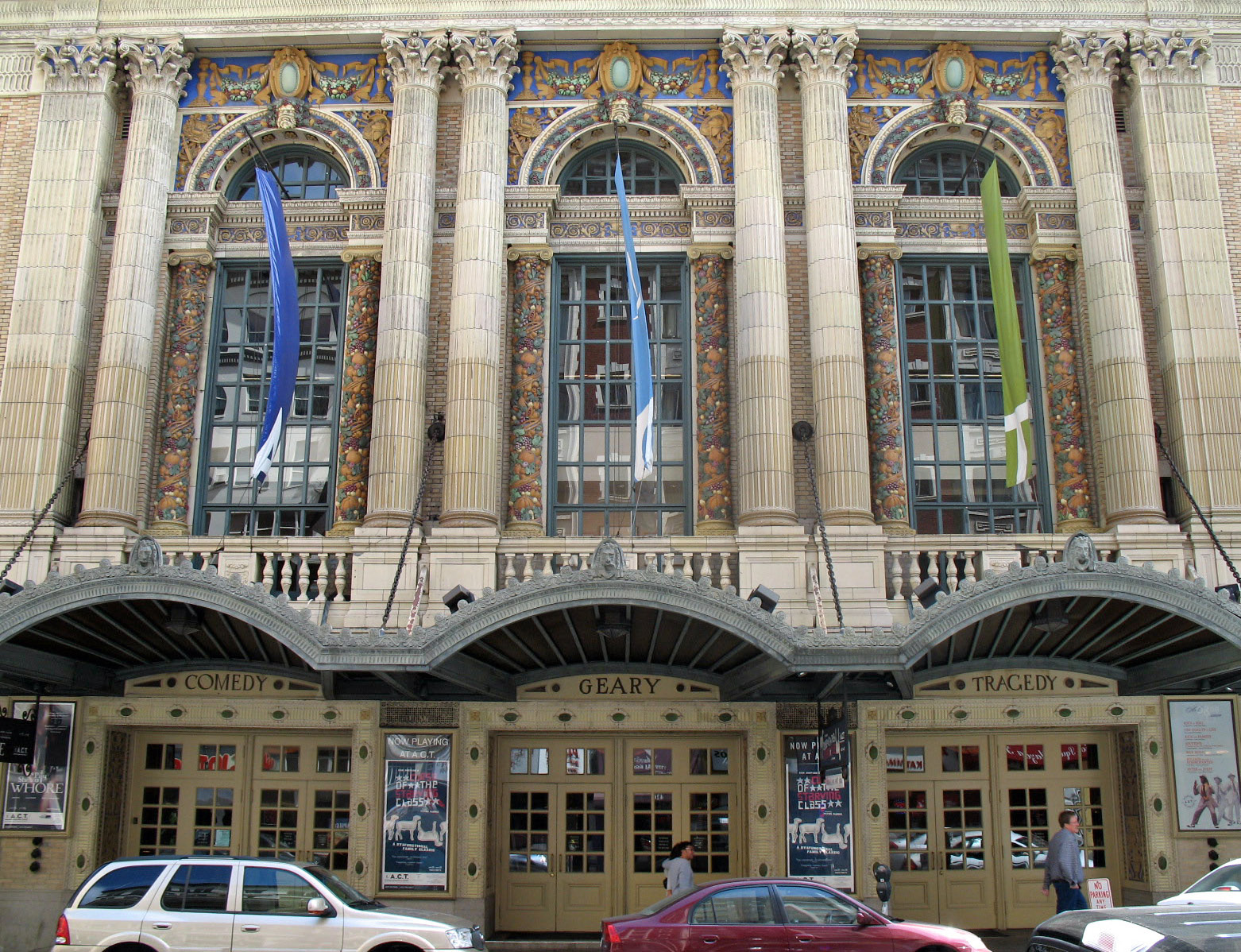
Az American Conservatory Theater San Franciscóban, ahová Larsont a legfiatalabb diákként vették fel, mindössze hat évesen

Larson első nagyobb szerepét a Raising Dad című szitkomban kapta, ahol Bob Saget karakterének lányát, Emilyt alakította. A sorozat 2001–2002 között egyetlen évadot ért meg. A műsort többen is kritizálták, Hal Boedeker az Orlando Sentinel magazintól például azt mondta, az egész stáb alakítása egy vicc volt. Larsont ennek ellenére jelölték a legjobb fiatal színésznőnek járó Young Artist Award díjra, amelyet nem nyert meg. A színésznőt ezután az ABC Hope & Faith című szitkomjának szereplőgárdájába is beválogatták, de még a (televízióban le sem vetített) próbaepizód után lecserélték őt több más színésszel egyetemben. 2003-ban Beverley Mitchell oldalán játszott az Autós csajok című Disney Channel-vígjátékban, amely a fiatal autóversenyző-testvérpár, Erica és Courtney Enders életét dolgozta fel, ezután kisebb szerepeket kapott 2004-es vígjátékokban, mint az Ottalvós buli és a Hirtelen 30.
Larson 11 éves korában a zene iránt is érdeklődni kezdett, amikor megtanult gitáron játszani. Egy zenei producer bátorítására elkezdte megírni és felvenni saját dalait, amelyeket a weboldalára töltött fel. Miután 2003-ban nem kapta meg Wendy Darling szerepét a Pán Péterben, Larson elkeseredésében megírta és felvette az „Invisible Girl” című dalt, amelyet később leadtak a KIIS-FM rádióállomáson. Nem sokkal később aláírt Tommy Mottola kiadójához, a Casablanca Records-hoz, ahol akkor még csak ő és Lindsay Lohan voltak szerződött előadók. 2005-ben kiadta albumát Finally Out of P.E. címmel, amelyen több más dalszerzővel együttműködött, mint például Blair Daly, Pam Sheyne, Lindy Robbins és Holly Brook. Az album címét Larson egy tornatanára utána kapta, akit a lány nem kedvelt, a dalok többsége kudarccal végződő munkalehetőségekről szól. Az egyik kislemez az albumról, a „She Said” mérsékelt sikereket ért el, szerepelt az MTV Total Request Live műsorában, felkerült a Billboard heti legtöbbet játszott dalokat felvonultató listájára, valamint a 31. helyet érte el a Billboard Hot Single Sales listán. Larson Jesse McCartney oldalán turnézni elkezdett, a Teen People magazin által szervezett „Rock in Shop” koncertek keretében bevásárlóközpontokban lépett fel, nyitóénekes volt McCartney Beautiful Soul turnéján, valamint New Yorkban is fellépett a Macy's Thanksgiving Day Parade keretében. Ennek ellenére albuma nem lett túl sikeres, mindössze 3500 példány fogyott el belőle. Larson később elismerte, hogy ekkorra kiábrándult a zenei karrierből. Elmondása szerint az egyik fő gondot az okozta számára, hogy minden dalát maga akarta írni, ám a kiadó ebben nem volt partnere.
2006-ban Larsont beválogatták Logan Lerman és Cody Linley oldalán a Bagolyvédők című családi vígjáték szereplői közé, amelyben néhány fiatal egy csapat bagoly megmentésén fáradozik. Maga a film negatív értékeléseket kapott, ám Larson és Linley alakítását többen dicsérték, köztük Ruthe Stein a San Francisco Chronicle-tól. A következő évben kisebb szerepet kapott az Amber Heard főszereplésével készült Remember the Daze című drámában, ezalatt pedig saját művészeti és irodalmi magazint indított Bunnies and Traps címmel, amelyben saját írásai mellett más művészek műveit is megjelentette. Larson úgy nyilatkozott, hogy ekkoriban többször arra gondolt, abbahagyja a filmezést, mert nehezen talált munkát, amiért a filmkészítőket hibáztatta, akik nem tudtak neki szerepeket adni. Leginkább akkor vesztette el a motivációját, amikor 2003-ban és 2007-ben két film főszerepéről is lemaradt (Tizenhárom, Juno). Hogy eltartsa magát, Larson ekkoriban lemezlovasként dolgozott klubokban.

### Filmes áttörés (2009–2014)

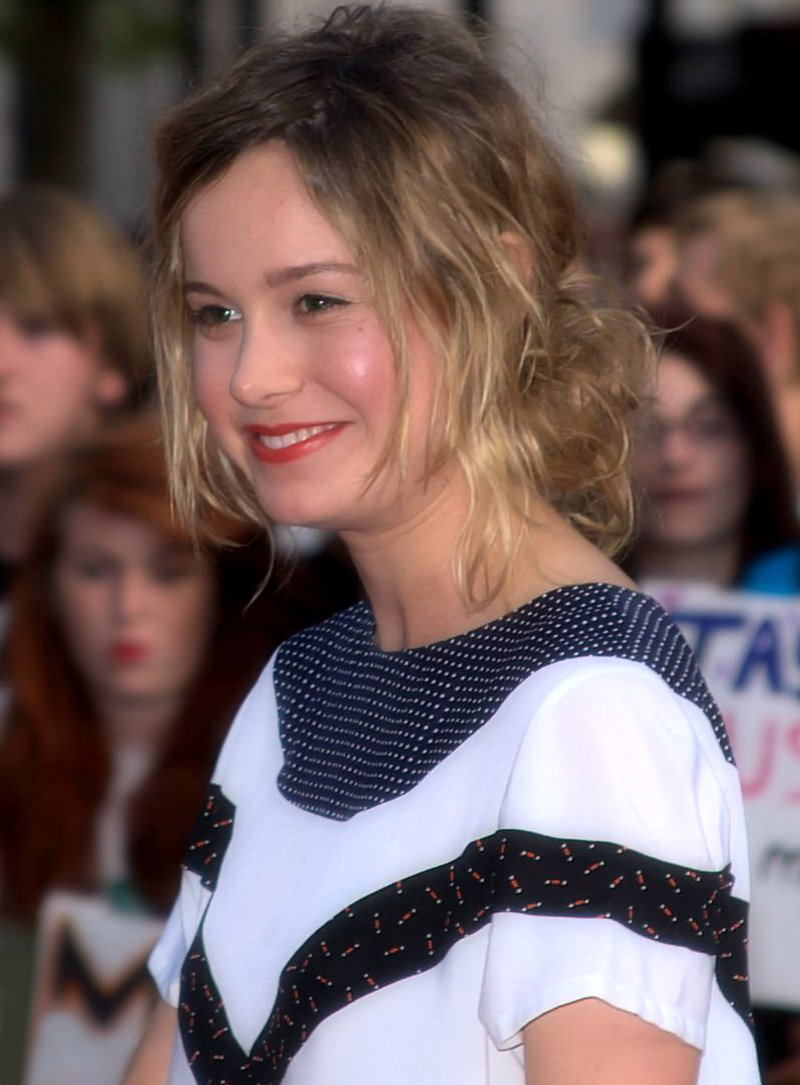
Larson a Scott Pilgrim a világ ellen londoni premierjén, 2010-ben

2009-ben Larson megkapta Kate Gregson, Toni Collette karaktere tinédzser lányának szerepét a Tara alteregói című vígjátéksorozatban. A szerepre eredetileg Portia Doubleday lett beválogatva, de a pilot epizód leforgatását követően kicserélték őt Larsonra. Az első évadot összegző kritikájában Alessandra Stanley, a The New York Times újságírója, valamint Tim Goodman a San Francisco Chronicle laptól, egyaránt dicsérte Larson természetes és kifinomult alakítását. Larson elmondta, a karakter története közel állt az ő saját életpályájához, amelynek során megpróbálta megtalálni élete értelmét, ezért bosszús volt, amikor 2011-ben, három évad után a sorozatot elkaszálták. Még 2009-ben játszott Rooney Mara oldalán a Tanner Hall című drámában, amely egy bentlakásos iskoláról és az abban élő négy lányról szól. Betsy Sharkey, a Los Angeles Times újságírója negatívan nyilatkozott a filmről, de Larson humoros alakítását ő is kiemelte. 2009-ben Larson még két további filmben volt látható, az egyik a Lepattant a fater, zúzzuk le a kecót!, amelyben egy kelekótya pompomlányt alakít, a másik pedig a Külvárosi kamaszok, ahol egy népszerű gimnazista szerepében látható.
A 2010-es Williamstown Színházi Fesztiválon Larson fellépett Thornton Wilder A mi kis városunk című színdarabjának Nicholas Martin rendezte színpadi feldolgozásában, ahol Emily Webb, egy koraérett lány szerepét öltötte magára. A The Boston Globe-nak írt kritikájában Louise Kennedy úgy nyilatkozott, hogy a darab túlságosan mellőzte az alapmű sötétebb témáit, valamint hiányolta Larson karakteréből a tragikus vonalat. Ebben az évben Larson két filmben volt látható, Noah Baumbach filmdrámájában, a Greenbergben, illetve az Edgar Wright rendezte Scott Pilgrim a világ ellen című vígjátékban, ahol egy Envy nevű fiatal rocksztárt alakított. A Slant Magazine újságírója úgy vélte, ezek a szerepek emeltek Larson színészi elismertségén, a színésznő pedig az utóbbi filmet maga is fordulópontként értékelte a karrierjében. A filmben Larson egy "Black Sheep" című dalt is előadott a Metric együttessel. Bár bemutatásakor a Scott Pilgrim a világ ellen nem teljesített jól a mozikban, azóta kisebb kultstátuszra tett szert. Ezután Larson a Rampartban tűnt fel, ahol a Woody Harrelson alakította korrupt rendőrnek a lányát játszotta. Elmondása szerint szerepe komoly érzelmi hatással volt rá, és nehéz volt belőle továbblépnie. Az egyik jelenetben veszekednie kellett Harrelsonnal, amelyet megrázó élményként írt le. A rendező viszont megdöbbent azon, mennyire jól sikerült, ezért átírta a forgatókönyvet, hogy mélyebben bele tudjon folyni az apja-lánya kapcsolat ábrázolásába.
2012-ben Larson kitekintett a filmrendezés világába, amikor a „The Arm” című rövidfilm társírója és társrendezője lett Jessie Ennis és Sarah Ramos mellett. A kisfilm, amely a közeljövő társadalmi elvárásait ecseteli, különdíjat nyert a Sundance Filmfesztiválon. A színészkedéshez visszatérve Larson egy vonzó tinédzserlányt alakított a kritikailag sikertelen Boldog boldogtalan című filmdrámában, majd megkapta a gimnazista Molly szerepét Jonah Hill és Channing Tatum oldalán a 21 Jump Street – A kopasz osztag című vígjátékban, amely az 1980-as évek hasonló című televíziós sorozata alapján készült. Larson itt fedezte fel, hogy színészi stílusa túl merev Hill stílusához képest, ezért az improvizációt is igénylő közös jeleneteik kihívás elé állították. Dana Stevens a Slate magazintól kiemelte a filmben Larson alakítását, szerinte „nem csak szép de vicces is, karcos kontraalt hanggal, és az átlagos női karakterrel ellentétben, aki a haverzsaru-filmekben látható, neki ténylegesen van személyisége”. A film több mint 200 millió dolláros bevételt hozott világszerte, ezzel ez lett Larson addigi karrierjének legnézettebb és legjövedelmezőbb alkotása.

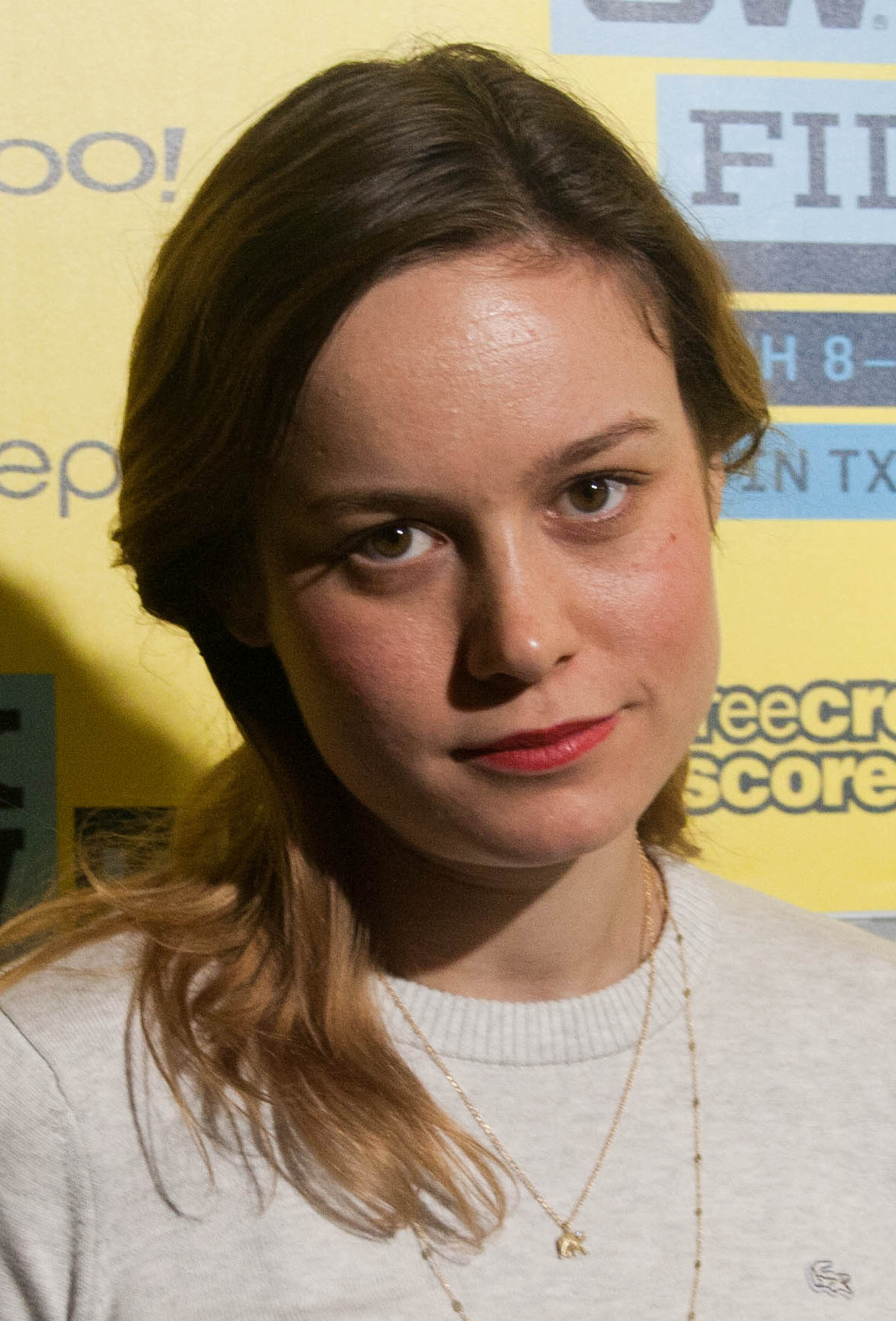
Larson az Átmeneti állomás premierjén a 2013-as South by Southwest filmfesztiválon

2013-ban feltűnt a Balfékek című szitkomban, ezután pedig másodszor is kipróbálta magát társíróként és társrendezőként Dustin Bowser oldalán a Weighting című kisfilmben, amely egy feszültséggel teli kapcsolatról szól. A film bemutatója a South by Southwest fesztiválon volt. A 2013-as év hozta meg Larson számára az igazi áttörést, amikor megkapta első filmes főszerepét Destin Daniel Cretton kritikailag is elismert filmdrámájában, az Átmeneti állomásban. A film egy problémás tinédzsereknek fenntartott árvaházban játszódik, Larson ennek az intézetnek az elgyötört vezetőjét, Grace-t alakítja. Hogy felkészüljön a szerepre, Larson ellátogatott egy gyermekotthonba és beszélgetett az ottani dolgozókkal, valamint online interjúkat nézett hasonló munkakörben dolgozó emberekkel. A film kevesebb mint egymillió dolláros költségvetésből készült el, Larson pedig elégedett volt a bensőséges és segítőkész hangulattal, amelyet a forgatás során tapasztalt. A színésznő alakítását egyöntetűen méltatták a kritikusok: Manohla Dargis a The New York Times-tól „lélegzetelállítónak” és „teljesen meggyőzőnek” nevezte a játékát, Ian Freer pedig kiemelte, hogy remekül építi fel a karakterét, aki „egyszerre erős és sebzett, sérült, de egyúttal együttérző is”. Jenny McCartney a The Daily Telegraph laptól „fényes jövőt” jósolt Larson számára. A színésznőt szerepéért jelölték az Independent Spirit díjra legjobb színésznő kategóriában. Később úgy nyilatkozott, hogy a film hatására elkezdett felkéréseket kapni rendezőktől, de többet visszautasított, mivel mindegyik egydimenziós, férfiak szerelmi érdeklődésének középpontjában álló karakter volt.
Szintén 2013-ban Larson két másik, romantikus/dráma témájú filmben is feltűnt mellékszerepekben: a Joseph Gordon-Levitt rendezte Don Jonban és Az élet habzsolva jó címűben. Az előbbiben a (szintén Gordon-Levitt által alakított) főszereplő húgát játszotta. Peter Travers a Rolling Stone magazintól dicsérte a film szexuális témákhoz való hozzáállását, Larson alakítását pedig lenyűgözőnek titulálta. Az élet habzsolva jó című filmben (főszerepben Miles Teller és Shailene Woodley) egy Cassidy nevű szereplőt formált meg, aki Teller karakterének exbarátnője. Larson azért vállalta el a szerepet, mert tetszett neki az a fajta realizmus, amivel a film a gimnazista élményeket ábrázolja. A New York magazinnak író David Edelstein rávilágított a „Cassidy árnyalt karakterére és a benne rejlő intelligenciára”. A 2014-es Hazárdjáték című (A szerencsejátékos című 1974-es film alapján készült) bűnügyi drámában egy irodalomszakos hallgatót játszik, aki viszonyba keveredik szerencsejátékfüggő oktatójával (Mark Wahlberg). Rupert Wyatt rendező úgy érezte, hogy a karakter túl felületesen van megírva, ezért választotta Larsont a szerepre, hogy mélységet vigyen bele. Ennek ellenére Claudia Puig a USA Today-től úgy vélte, "a tehetséges Larsonnak semmi mást nem kell a  filmben csinálnia, mint reagálni dolgokra".

### A szoba, Oscar-díj és Marvel-filmek (2015–)

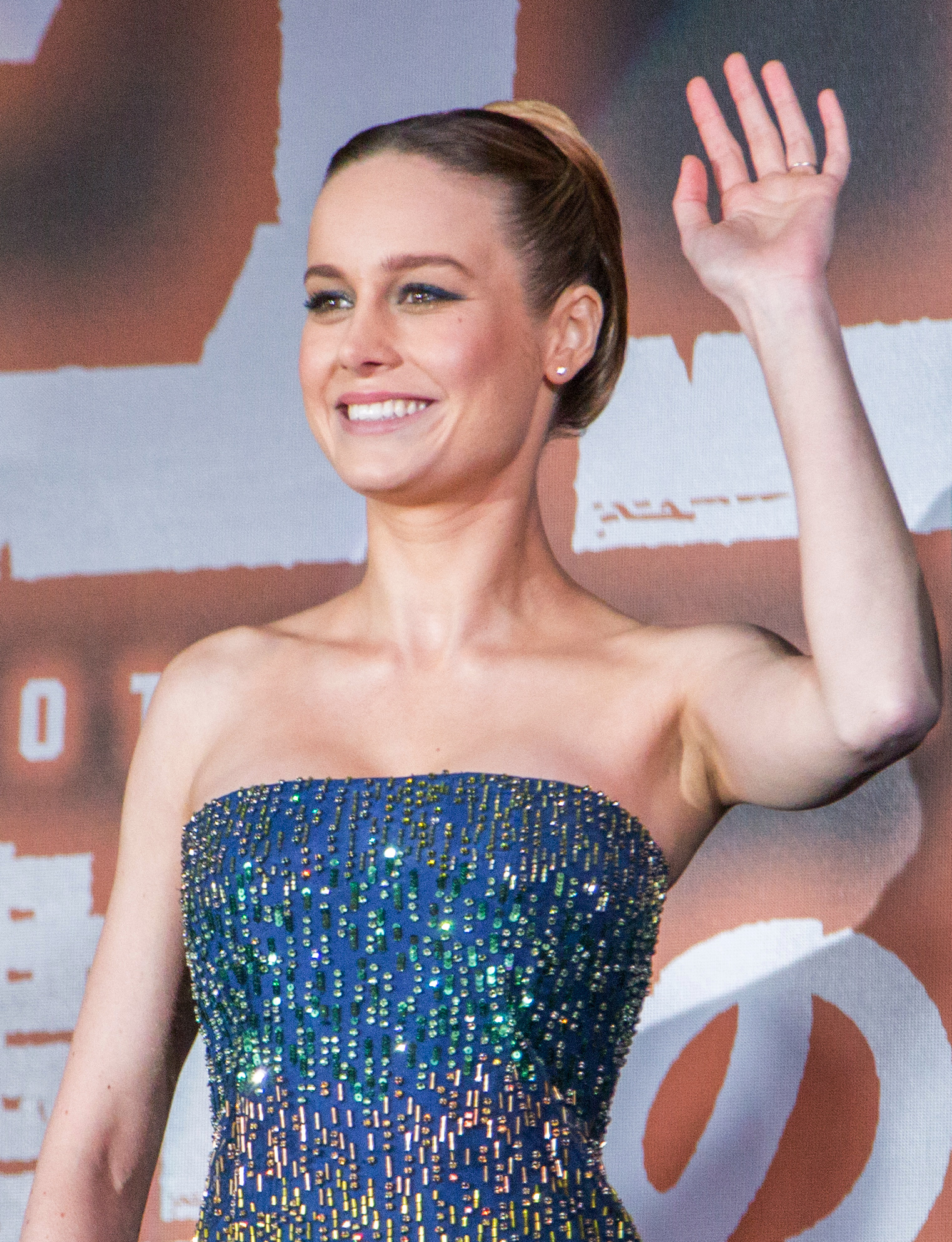
Larson a Kong: Koponya-sziget 2017-es japán premierjén

Brie Larson 2015-ben három filmben szerepelt, elsőként Az eltűnt tűz nyomában című, jórészt improvizációra épülő drámában Jake Johnson főszereplésével. A forgatás forgatókönyv nélkül zajlott, Larson számos döntést a filmezés alatt hozott meg a karakterével kapcsolatban, többek között eltávolított egy tervezett romantikus szálat Johnson és az ő karaktere között. Ezután Amy Schumer karakterének testvérét alakította a Kész katasztrófa című vígjátékban, amely részben Schumer saját élete alapján készült. Tim Grierson a Screen International-től „nevetés, romantika és szomorúság ügyes keverékének” nevezte a filmet, Larsont pedig „élénknek, de kevéssé kihasználtnak” jellemezte. A Kész katasztrófa több mint 140 millió dollár bevételt termelt 35 milliós költségvetés ellenében.
Larson következő főszerepe A szoba című, Emma Donoghue azonos című regénye alapján készült drámában volt. Itt Ma-t, egy fiatal anyát játszik, akit fogságban tartanak, gyermeke nemi erőszakból fogant. A szerep fizikailag és lelkileg is megterhelő volt számára, alakításához saját édesanyjának életéből merített ihletet, aki jórészt egyedül nevelte két lányát. A film jelentős részét egy 3x3 méter méretű, stúdióban összerakott fészerben vették fel, Larson pedig egy hónapra bezárkózott az otthonába, hogy így készülhessen fel a szerepére. Ezalatt kapcsolatba lépett szexuális visszaélésekkel foglalkozó szakértőkkel, valamint utánanézett, milyen hatással van az emberi szervezetre a táplálékhiány, amelyet egy fogságban tartott ember elszenved. Hogy a külseje is igazodjon a szerephez, kerülte a napfényt, változtatott az étrendjén, valamint rengeteget edzett, hogy minél jobban lefogyjon. Larson szorosan együttműködött Jacob Tremblay-jel, aki a filmben a fiát játszotta, együtt olyan tevékenységeket folytattak, amelyeket a filmbeli karaktereik is. A szoba széles körű kritikai elismerést kapott, legfőképpen Larson és Tremblay alakítását dicsérték. Kenneth Turan a Los Angeles Times-tól „döbbenetesnek” nevezte Larson alakítását, és hozzátette, hogy „a realizmus és a gyermeke iránt elkötelezett törődés, amit hozzátesz Ma karakteréhez, átütő őszinteséggel bír elejétől a végéig, alakítása annyira meggyőző, hogy kívánni sem lehetne jobbat”. Alakításáért Larson számos nagyszabású díjat nyert, amelyek közül a legkiemelkedőbb az Oscar-díj a legjobb női főszereplőnek, de Golden Globe- és BAFTA-díjat is kapott ugyanebben a kategóriában, továbbá Critic's Choice Awardot és egy Screen Actors Guild-díjat is.
A szoba sikerét követően Larson főszerepet játszott az Össztűz című 2016-os akcióvígjátékban, amely egy áruházi lövöldözésről szól. A projektet azért vállalta el, hogy ezzel segítsen ráirányítani a figyelmet a fegyveres erőszakra. Eric Kohn az IndieWire-től megjegyezte, hogy Larson szerepe mennyire más, mint A szoba esetében, ám mégis helytáll benne. Pénzügyileg a produkció hatalmas bukás lett, még a 7 millió dolláros költségét sem tudta visszahozni. Larson ezután részt vett Todd Solondz „Wiener-Dog” című, egy tacskóról szóló komédiájában, de a jeleneteit kivágták, mert a rendező szerint a karaktere felesleges volt a történet szempontjából. A következő évben a színésznő a MonsterVerse franchise második felvonásában, a Vietnámban forgatott Kong: Koponya-szigetben kapott nagyobb szerepet Samuel L. Jackson és Tom Hiddleston oldalán, ahol egy 1970-es évekbeli fotóriportert alakít. Ez volt Larson első nagyköltségvetésű filmes projektje, és bár örült neki, hogy végre egy olyan szerepet kap, amelynél nem a külseje számít, egyúttal hiányolta a további női szereplőket a filmből. Ann Hornaday a The Washington Post-tól dicsérte a film vizuális effektjeit, valamint úgy vélte, „Larsonnak alig kell valamit csinálni a filmben, de olyankor hű marad önmagához”. A Kong: Koponya-sziget több mint 566 millió dollár bevételt gyűjtött, ezzel ez lett Larson addigi legjövedelmezőbb filmje.

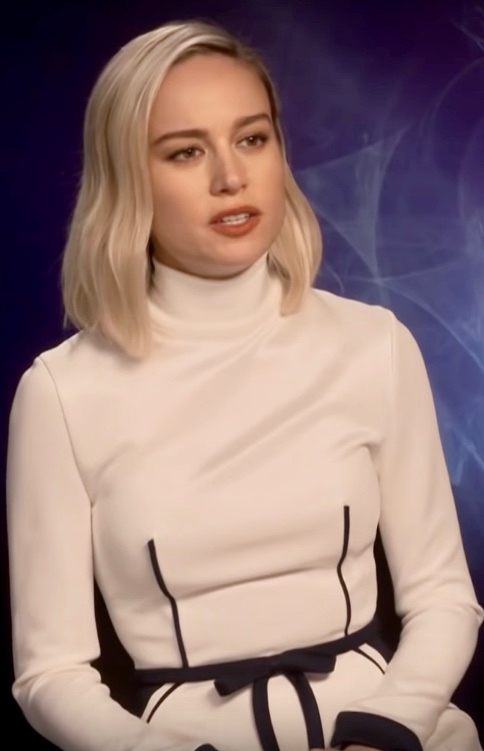
Larson a Marvel Kapitány promóciós eseményén 2019-ben

Szintén 2017-ben Larson Jeannette Walls szerepét öltötte magára Az üvegpalota című filmdrámában, amely Walls azonos című memoárja alapján készült. A színésznő itt újból együtt dolgozott Destin Daniel Cretton rendezővel. A film a fiatal nő történetét meséli el, valamint kapcsolatát szigorú és nonkonformista szüleivel, akiket Woody Harrelson és Naomi Watts játszanak. Larson érdeklődését a projekt iránt a szülő-gyermek kapcsolat összetett ábrázolása keltette fel, valamint azonosulni tudott a film fő témájával, a megbocsájtással is. Szoros együttműködésben dolgozott Walls-szal és testvéreivel, megfigyelve mindennapi szokásaikat. Peter Bradshawnak a The Guardian-től nem tetszett a film szentimentalizmusa, de szerinte a filmet „éppen hogy megmenti Larson erőteljes jelenléte”. A színésznő ezután játékfilm-rendezőként debütált a Unicorn Store című vígjáték-drámával, amelyben egyúttal főszereplő is. Egy kiábrándult művészeti hallgatót játszik, aki unikornisok iránt kezd rajongani. Larson 2012-ben már jelentkezett a projektre, de akkor Miguel Arteta kapta meg a rendezői szerepet, őt pedig elutasították. Miután a projekt megrekedt, végül Larson kapta meg a lehetőséget hogy megrendezze a filmet. A különös cselekmény elnyerte a tetszését, valamint párhuzamot fedezett fel a szereplő útja és az ő rendezői pályafutása között. Peter Debruge, a Variety újságírója "kreatív melléfogásnak" minősítette a filmet, valamint megjegyezte, hogy "Larson rendezői stílusa nem kompatibilis a hóbortossággal". Larson ebben az évben utoljára az Indiában játszódó romantikus musicalben, a Basmati Blues-ban volt látható, amelyet még 2013-ban vettek fel. A projekt erős kritikákat kapott a közösségi médiában a „fehér megmentő komplexusa” miatt.
Miután közel egy évig nem szerepelt a filmvásznon, Larson 2019 márciusában tűnt fel ismét Carol Danvers/Ms. Marvel szerepében a Marvel Kapitány című szuperprodukcióban, amely egyúttal a Marvel Studios moziuniverzumának 21. filmje és egyben a stúdió első, női főszereplővel bíró szuperhősfilmje. Larson eleinte szkeptikus volt azzal kapcsolatban, hogy elvállaljon egy ekkora horderejű alakítást, ám később igent mondott, hogy ezzel a szereppel is bátorítsa a fiatal nőket, valamint azonosulni tudott a karakter hibáival és emberi mivoltával is. A felkészülés során kilenc hónapon át keményen edzett (dzsúdó, ökölvívás, birkózás), valamint konzultált a Nellis Légibázis személyzetével. A filmet 2019. március 8-án mutatták be az Egyesült Államokban, és az előzetes negatív felhangok ellenére az első hétvégén összesen 455 millió dolláros bevételt ért el világszerte (ebből hazájában 153 millió dollár), ezzel minden idők legsikeresebb női főszereplőt felvonultató filmje lett a nyitóhétvégét tekintve, valamint a Marvel-moziuniverzum második legerősebben nyitó filmje a 2018-as Bosszúállók: Végtelen háború után. Stephanie Zacharek a Time magazintól „érzékeny és szerény” színésznőnek nevezte Larsont, aki „ügyesen elviszi a hátán a filmet”, valamint kiemelte, mennyire erős a színésznő jelenléte a visszafogottabb jelenetekben. David Sims a The Atlantic magazintól hiányolta a karakter mélységét, de elismerően nyilatkozott Larson alakításáról, ahogyan megjeleníti a tekintélyelvű férfiak ellen a szabadságáért küzdő női karaktert a vásznon.
Larson több filmre írt alá a Marvel stúdióval Carol Danvers/Marvel Kapitány szerepében, így látható volt a 2019 áprilisában bemutatott Bosszúállók: Végjátékban is, amely mozi pályafutása legtöbb bevételt termelő filmje lett. Ezt követően a Just Mercy című, Bryan Stevenson memoárját feldolgozó produkcióban fog szerepelni Michael B. Jordan oldalán. Destin Daniel Cretton rendezővel ez lesz a harmadik közös munkája. Emellett zajlanak egy Victoria Woodhull (az Egyesült Államok első női elnökjelöltje) életét bemutató film munkálatai is az Amazon Studios rendezésében, amely filmnek előreláthatólag producere és főszereplője lesz. További két projektre is aláírt: látható lesz a Netflix női vállalkozók kihívásairól szóló, Lady Business című filmjében, valamint az Apple Inc. által készített drámasorozatban, amely Amaryllis Fox CIA-ügynök életét mutatja be.
2019 nyarán a Marvel Studios megerősítette, hogy 2020 után (egyelőre konkrét dátum nélkül) több eddigi sikerfilmjük is folytatást kap, köztük a Marvel Kapitány is. Brie Larson emellett (színésztársához, Chris Evanshez hasonlóan) nyilvánvalóvá tette, hogy szívesen vállalna szerepet egy jövendőbeli Csillagok háborúja-moziban.
A 2020-as Oscar-gálán Sigourney Weaver és Gal Gadot társaságában ő adta át a legjobb eredeti filmzenének, valamint a legjobb eredeti betétdalnak járó Oscar-díjakat.

## Aktivistaként

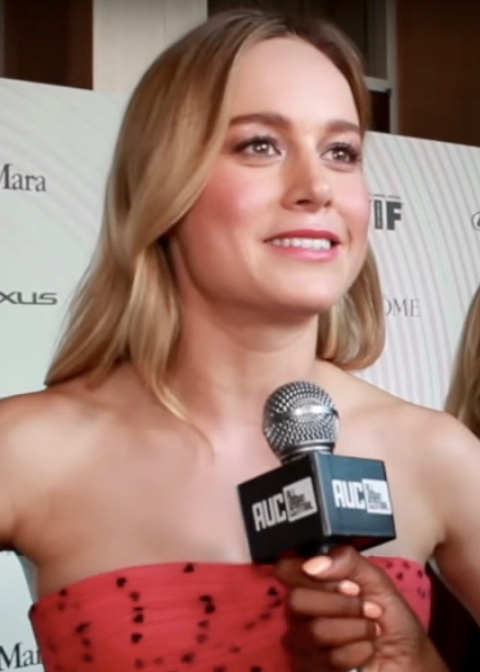
Larson a 2018-as Crystal + Lucy Awards díjátadón

Larson nemi esélyegyenlőségi aktivista, valamint a nemi erőszak áldozatainak pártfogója. Népszerűségét arra használja, hogy rámutasson politikai és társadalmi problémákra, ahogy fogalmazott, „mindent hajlandó lennék kockára tenni és életem hátralévő részét aktivistaként tölteni, mert nem helyes hogy csendben maradjak”. A 88. Oscar-gálán Lady Gaga énekesnő több olyan embert is a színpadra hívott, akik erőszak áldozatául estek, Larson pedig mindegyiküket megölelte a színpadról távozáskor. A következő évi Oscar-gálán Larson konferálta fel Casey Afflecket, aki legjobb férfi főszereplőnek járó díjat vehette át, ám az Afflecket korábban ért szexuális zaklatási vádak miatt Larson a közönséggel ellentétben nem tapsolta meg a győztest; elmondása szerint tette magáért beszélt. 2018-ban együtt dolgozott 300 hollywoodi nővel, hogy elindítsák a Time’s Up mozgalmat, amely a nőket hivatott megvédeni az erőszaktól és kiközösítéstől. Még ebben az évben az egyik első színész lett, aki kikötötte, hogy filmes- és sajtószerződései tartalmazzanak ún. "inclusion rider" (egy film szereplőinek bizonyos hányada nő/LMBT-személy/színesbőrű személy/fogyatékos személy) záradékot. Miután a színésznő arról panaszkodott, hogy főként fehér férfiak készítenek vele interjúkat, a Marvel Kapitány Rotten Tomatoes oldalát elárasztották az ezzel kapcsolatos negatív kritikák és értékelések. Nyilatkozatát sokan úgy értelmezték, hogy nem akar fehér férfiaknak interjút adni. Larson később tisztázta az ezzel kapcsolatos félreértést, mondván szó sincs ilyesmiről.
2014-ben Larson összefogott Alia Pennerrel, hogy elindítsák a „Women of Cinefamily” programot a Cinefamily nonprofit videotéka szervezésében (amely tanácsadói testületének Larson is tagja), amely kezdeményezés havi rendszerességgel mutat be nők által rendezett vagy női főszereplőket felvonultató filmeket. Miután a társaság két ügyvezetőjét szexuális visszaéléssel vádolták meg, Larson pártfogásába vette az áldozatokat és eljárást szorgalmazott a két férfi ellen. Larson 2016-ban tagja lett a Filmművészeti és Filmtudományi Akadémiának, később pedig bekerült az Igazgatótanács jelöltjei közé is. 2017-ben egyike volt azoknak a hírességeknek, akik gyűjtést szerveztek a Motion Picture & Television Fund jótékonysági alapítványnak, amely a filmipar idős tagjait támogatja, később pedig társ-házigazdája volt egy eseménynek, amely arra bátorította a filmkészítőket, hogy szólaljanak fel Donald Trump elnöksége ellen. Részt vett a 2017 januárjában megrendezett, washingtoni „Nők menete” elnevezésű tüntetésen, ahol kritizálta Trump LMBT-politikáját. A 2018-as Women in Film Crystal + Lucy Awards díjátadón, ahol elismerést vehetett át, Larson nemtetszésének adott hangot, miszerint túl kevés kisebbség képviseltetheti magát a riporterek és filmkritikusok között. Később 20 százalékos kvótát sikerült kiharcolnia kisebbségi újságírók számára a Sundance és a Torontói Nemzetközi Filmfesztiválon. 2019-ben a Stylist magazin vendégszerkesztője volt, ahol felhívta a figyelmet a társadalmi sokszínűség és a társadalmi elfogadás kérdéseire.

## Magánélet és közösségi élet

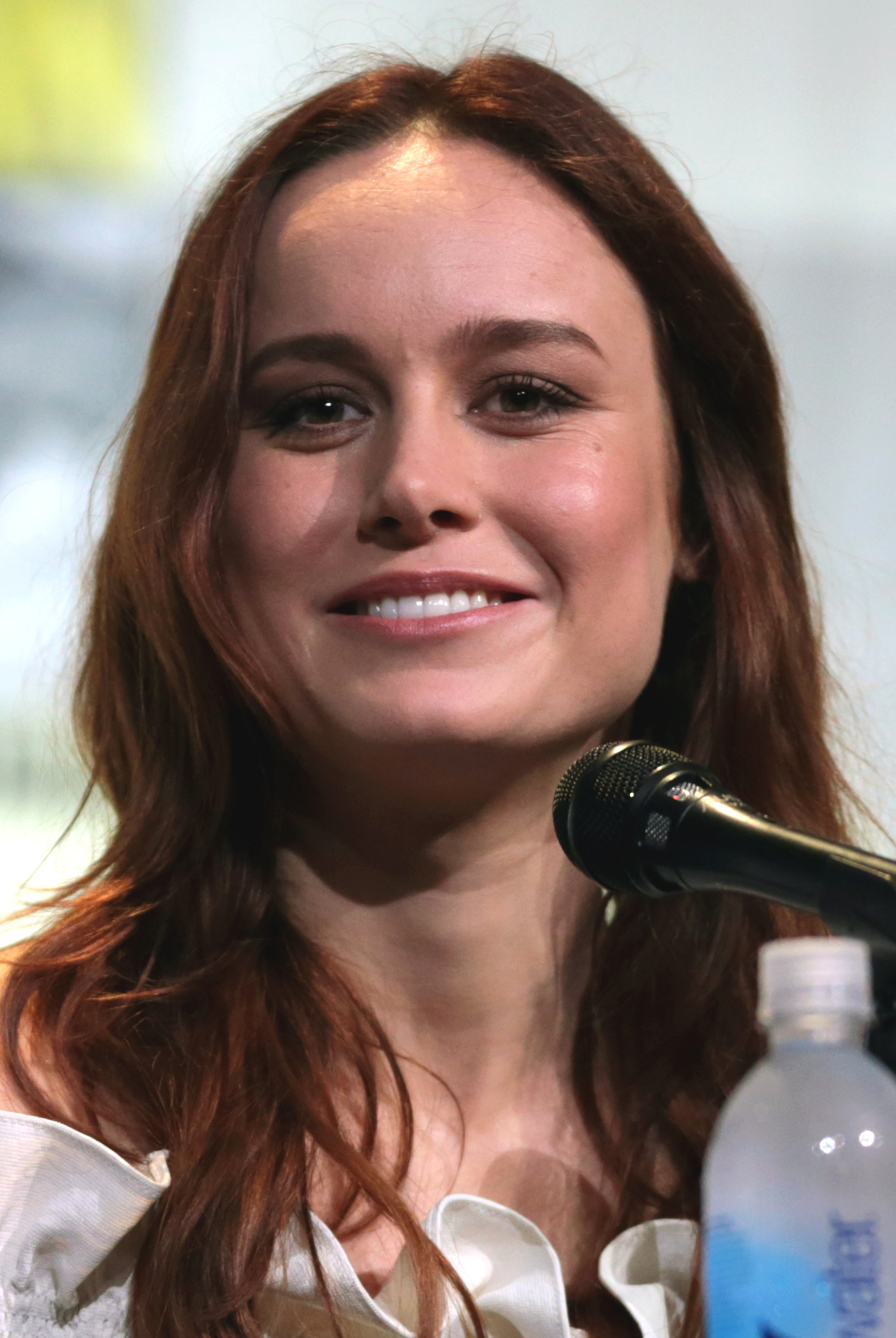
Larson a 2016-os San Diego Comic-Con rendezvényen

Larson magánéletéről keveset tudni, az ezt firtató és ezáltal számára kényelmetlen kérdésekre szűkszavúan vagy egyáltalán nem szokott válaszolni. A magánszféra iránti igényével kapcsolatban azt mondta, fél, hogy elítélnék őt a hibái miatt, valamint így könnyebben el tud játszani többféle szerepet anélkül, hogy beskatulyáznák. 2013-ban megismerkedett Alex Greenwald zenész-énekessel, a Phantom Planet együttes frontemberével, aki 2016-ban eljegyezte, de az eljegyzést 2019 elején felbontották. A pár a Los Angeles-i Hollywood Hillsben lakott. A színésznő elmondása szerint Greenwald biztonságot nyújtott számára és támogatta őt abban, hogy merjen kockázatokat vállalni pályafutása során. Larson emellett aktív életet folytat a közösségi médiában, ahol fotókon kívül saját véleményét és bátorító üzeneteit is meg szokta osztani a követőivel.
Larson „emberi oldalával” kapcsolatban Holly Millea az Elle magazintól azt nyilatkozta, hogy „szilárd, magabiztos, ám mégis jólelkű, barátságos és magával ragadó”. Anne Helen Petersen a BuzzFeedtől „hihetetlenül melegszívűnek” írja le, valamint „különcnek, akiben megvan az otthon iskolázott gyerekek hatalmas tudása”. Jennifer Dickison, a Porter újságírója szerint Larsonnak „kiforrott személyisége” van, ami miatt nem lehet őt hagyományos értelemben „bekategorizálni”.
Larson úgy nyilatkozott, azok a filmek érdeklik igazán amelyek az „emberi állapotot” ábrázolják, és „amelyek segítenek az embereknek összekapcsolódni önmagukkal és a külvilággal”. Emellett vonzzák az olyan munkák is, amelyekben a személyiségétől eltérő szerepeket alakíthat, valamint amelyeknek van valamilyen társadalmi visszhangja. Fan Zhong újságíró a W magazintól Larson karaktereiben „szexuális vonzerő, belső vívódás és szellemesség egyvelegét” vélte felfedezni. A szoba rendezője, Lenny Abrahamson szerint Larson tehetsége másféle, mint a legtöbb híresség esetében, és szerinte az, hogy a színésznő törődik a nehezebb sorsú emberekkel, erőt ad az alakításainak is. Destin Daniel Cretton, akivel több filmen is együtt dolgozott, dicsérte improvizációs képességeit. 2016-ban Larson bekerült a Forbes "30 Under 30" listájába, valamint beválogatták a People magazin 100 legszebb nője közé. 2018-ban az IndieWire beválasztotta a legjobb 30 évnél fiatalabb amerikai színészek közé.
A színésznő allergiás a macskákra, ez jelentősen megnehezítette a dolgát a Marvel Kapitány forgatása idején.

## Munkásság és elismerések
A Rotten Tomatoes kritikai és Box Office Mojo bevételeket összesítő weblap szerint Brie Larson legsikeresebb filmjei a Scott Pilgrim a világ ellen (2010), a 21 Jump Street – A kopasz osztag (2012), az Átmeneti állomás (2012), a Don Jon (2013), Az élet habzsolva (2013), a Kész katasztrófa (2015), A szoba (2015), a Kong: Koponya-sziget (2017), valamint kiemelkedő pénzügyi siker még a Marvel Kapitány (2019), amelynek összbevétele alig egy hónappal a bemutatóját követően meghaladta az egymilliárd amerikai dollárt, illetve a Bosszúállók: Végjáték, amelyben Larson szintén Marvel Kapitány szerepében volt látható, és amely film számos bevételi rekordot megdöntött közel 2,790 milliárd dolláros összbevételével.
A szoba című filmdrámában nyújtott alakításáért többek között Oscar-díjat, Golden Globe-díjat, Screen Actors Guild-díjat, valamint BAFTA-díjat vehetett át.
| - 2004 – Hirtelen 30 - 2006 – Bagolyvédők - 2007 – Pingvin-show - 2009 – Lepattant a fater, zúzzuk le a kecót! - 2009 – Külvárosi kamaszok - 2010 – Scott Pilgrim a világ ellen - 2011 – Rampart - 2012 – 21 Jump Street – A kopasz osztag - 2012 – Boldog-boldogtalan - 2013 – Don Jon - 2013 – Átmeneti állomás | - 2013 – Az élet habzsolva - 2014 – Hazárdjáték - 2015 – Kész katasztrófa - 2015 – A szoba - 2017 – Kong: Koponya-sziget - 2017 – Az üvegpalota - 2019 – Marvel Kapitány - 2019 – Bosszúállók: Végjáték - 2019 – Just Mercy – A kegyelem ára - 2019 – Két páfrány között – A film - 2021 – Shang-Chi és a tíz gyűrű legendája - 2023 – Halálos iramban 10. - 2023 – Marvelek |

## Diszkográfia
- Finally Out of P.E. (2005)[180]

## Fordítás
- Ez a szócikk részben vagy egészben  a   Brie Larson című angol Wikipédia-szócikk ezen változatának fordításán alapul.  Az eredeti cikk szerkesztőit annak laptörténete sorolja fel. Ez a jelzés csupán a megfogalmazás eredetét és a szerzői jogokat jelzi, nem szolgál a cikkben szereplő információk forrásmegjelöléseként.